# Titularbistum Doberus
Doberus (ital.: Dobero) ist ein Titularbistum der römisch-katholischen Kirche. 
Es geht zurück auf einen untergegangenen Bischofssitz in der antiken Stadt Doberos in Paionien zurück und gehörte der Kirchenprovinz Thessalonica an.
| Titularbischöfe von Doberus |                        |                                                                                         |                    |                 |
| Nr.                         | Name                   | Amt                                                                                     | von                | bis             |
| 1                           | Richard Challoner      | Koadjutorvikar von Westminster Apostolischer Vikar von London District (Großbritannien) | 12. September 1739 | 12. Januar 1781 |
| 2                           | Auguste Gauthier MEP   | Apostolischer Vikar von Pakhoi (Republik China)                                         | 16. Juni 1921      | 12. Mai 1927    |
| 3                           | Joseph-Omer Plante     | Weihbischof in Québec (Kanada)                                                          | 23. Juni 1927      | 5. April 1948   |
| 4                           | Antonio José Plaza     | Weihbischof in Azul (Argentinien)                                                       | 16. Mai 1950       | 28. August 1953 |
| 5                           | Justin Joseph McCarthy | Weihbischof in Newark (USA)                                                             | 27. März 1954      | 27. Januar 1957 |
| 6                           | Jan Fondalinski        | Weihbischof in Łódź (Polen)                                                             | 3. Juni 1957       | 5. August 1971  |